# Табори, Джордж
Джордж Табори (венг. Tábori György, англ. George Tabori; 24 мая 1914, Будапешт, Австро-Венгрия, — 23 июля 2007, Берлин, Германия) — американский, немецкий и австрийский писатель, драматург, сценарист, журналист, театральный режиссёр, переводчик венгерского происхождения с еврейскими корнями. Работал в Великобритании, США, Германии, Австрии, писал на немецком и английском языках.

## Биография
Родился в еврейской семье, сын журналиста. В 1932 году его отправили учиться гостиничному делу в Германию, он жил в Берлине и Дрездене, своими глазами видел торжество нацизма. В 1935 году эмигрировал в Лондон, занимался переводами и журналистикой, работал на Би-Би-Си. В 1939—1941 годах служил корреспондентом в Болгарии и Турции, в 1941—1943 годах был с британской армией на Ближнем Востоке, написал здесь свой первый роман «Под каменной глыбой» (1945). Его отец в 1944 году погиб в Освенциме, мать чудом спаслась. Основной темой творчества Табори стали память о нацизме и Холокосте.
С 1945 года работал в Голливуде, его сценарии, наряду с другими, ставили Альфред Хичкок («I confess», 1955), Джозеф Лоузи («Secret Ceremony», по роману Марко Деневи, 1968), Анатоль Литвак («Journey», 1959), пьесы — Элиа Казан («Flight into Egypt», 1952). Посещал студию Ли Страсберга. Познакомился с Томасом Манном, Лионом Фейхтвангером, Бертольдом Брехтом, пьесы которого переводил и ставил. Переводил также Т. Манна, Макса Фриша и др. Во времена маккартизма попал в «чёрный список».
В 1969 году вернулся в Европу, а в 1971 году — в Германию. В 1975—1978 годах руководил в Бремене лабораторией экспериментального театра (нем. Bremer Theaterlabor), где поставил «Голодаря» Кафки, «Медею» Еврипида, «В ожидании Годо» Беккета. В 1987—1990 годах руководил в Вене театром «Круг». Поставил в Германии и Австрии «Отелло» Шекспира, «Паяцев» Леонкавалло, собственные антифашистские пьесы-фарсы «Матушкин кураж» (1979), «Майн кампф» (1987) и др. С 1999 года работал в театре «Берлинер ансамбль».

## Пьесы
- Die Kannibalen (1969)
- Pinkville (1971)
- Sigmunds Freude (1975)
- Talk Show (1976)
- Mutters Courage (1979)
- Jubiläum (1983)
- Peepshow (1984)
- Schuldig geboren (1987)
- Mein Kampf (1987, пост. Хорхе Лавелли, 1993)
- Weisman und Rotgesicht (1990)
- Der Babylon-Blues (1991)
- Goldberg-Variationen (1991)
- Requiem für einen Spion (1993)
- Die 25. Stunde (1994)
- Die Massenmörderin und ihre Freunde (1995)
- Die Ballade vom Wiener Schnitzel (1996)
- Letzte Nacht im September (1997)
- Die Brecht-Akte (1999)
- Frühzeitiges Ableben (2001)
- Gesegnete Mahlzeit (2007)

## Сводные издания
- Theaterstücke I—II. München: Hanser, 1994

## Признание и наследие
- Лауреат премии BAFTA (1955) в категории «За лучший сценарий» за сценарий к фильму «Молодые любовники»
- премия «Италия» (1978)
- премия Петера Вайса (Бохум, 1990)
- премия Георга Бюхнера (1992)
- премия Вальтера Газенклевера (1998)
- Нестроевская театральная премия (2001)
- другие.

Архив Табори находится в Берлинской академии искусств.